# クリス・イコノミーディス
クリストファー・ジェームズ・イコノミーディス（英語: Christopher James Ikonomidis、ギリシア語: Χριστόφορος Τζέιμς Οικονομίδης、1995年5月4日 - ）は、オーストラリアとギリシャのサッカー選手。オーストラリア代表。ポジションはFWもしくはMF。
クラブでの初出場よりもA代表としての初出場の方が早かった事で知られている。

## クラブ歴
サッカー一家に生まれ、4歳の時に地元シドニーのクロヌッラRSLに加入した。2009年にサザーランド・シャークスFCの下部組織に加入、翌年マンチェスター・ユナイテッド・プレミアカップのオセアニア予選で優勝し本戦に進出、ウィガン・アスレティックFC相手に4得点を記録し、7-0の大勝に貢献した。その後、トライアルを経て16歳の誕生日にアタランタBCの下部組織に加入した。
2013年、アタランタで18ヶ月を過ごした後に、SSラツィオの下部組織に3年契約で加入。カンピオナート・プリマヴェーラでの成績を経て、2015年6月5日に契約を更新、12月10日のUEFAヨーロッパリーグ 2015-16 グループリーグ最終節・ASサンテティエンヌ戦でスターティングメンバーとして出場し選手初出場。
2015-16シーズンの後半にセリエBのUSサレルニターナ1919に期限付き移籍。1月22日に国内リーグ戦初出場を記録し、クロスからオウンゴールを生んだ。
2016年8月31日にデンマーク・スーペルリーガのオーフスGFに期限付き移籍。9月12日に移籍後初出場。2017年5月末日に2017-18シーズンに契約を継続しない5選手のうちの一人として発表された。
2018年1月31日にAリーグのウェスタン・シドニー・ワンダラーズFCに半年の期限付き移籍。その後退団が発表された。
2018年9月11日に3年契約でパース・グローリーFCに完全移籍。
2021年7月21日にマーキープレーヤーとしての3年契約でメルボルン・ビクトリーFCに完全移籍。

## 代表歴
オーストラリア生まれのギリシャ人であるため、両国の代表としての資格があった。しかし2013年に「ギリシャサッカー連盟から1年前に接触があったが断った。機会があるなら100%オーストラリアのために戦う」と述べており、ギリシャ代表を選ぶ意思は元々なかった。
2013年にU-20代表に招集された他、AFC U-19選手権2014の際にも招集された。U-23代表としてはAFC U-22選手権2013に招集された。
2015年3月11日、アンジェ・ポステコグルー監督によってドイツ代表、マケドニア代表との親善試合に臨むメンバーに招集された。同月30日のマケドニア代表戦でネイサン・バーンズとの交代で途中出場し、クラブで出場していないにも関わらず代表で初出場を記録した。FIFA公式戦としては同年9月3日の2018 FIFAワールドカップ・アジア2次予選のバングラデシュ代表戦で代表初出場。
その後U-23代表としてAFC U-23選手権2016に招集されたが、サレルニターナへの期限付き移籍のために呼び戻されたため参加はならなかった。
2018年12月30日のオマーン代表戦でアワー・メイビルのクロスから代表初得点を記録。